# MaDonal
Ne doit pas être confondu avec McDonald's.
MaDonal est un restaurant de Souleimaniye, au Kurdistan irakien. Sa ressemblance avec la chaîne de restaurants McDonald's, au niveau de l'apparence et du menu, où il offre des « Big Macks. »,, est intentionnelle,,,.
Il est l'un des deux restaurants de la ville ressemblant à McDonald's. L'autre, Matbax, affirme que MaDonal est de « faible qualité », ce qui est confirmé par d'autres blogueurs,,.
Le propriétaire est Suleiman Qassab, un combattant de la résistance kurde dans les années 1970. Réfugié à Vienne, il obtient un travail comme cuisinier dans un McDonald's. Dans les années 1990, il tente, comme de nombreuses autres personnes, d'obtenir une franchise de la chaîne pour l'Irak,. Il est débouté par l'entreprise[réf. souhaitée].
Il décide de fonder MaDonal et obtient un certain succès,,.
Dans The McDonaldization of Society, le sociologue George Ritzer perçoit MaDonal comme un exemple de la tendance de certains pays à créer leur version régionale de McDonald’s,.